# Errai
Errai (γ Cephei / γ Cep / 35 Cephei), también conocida como Alrai, es una estrella binaria en la constelación de Cefeo.
Distante 45 años luz del sistema solar, tiene magnitud aparente +3,22, siendo la segunda estrella más brillante en su constelación después de Alderamin (α Cephei).

## Nombre
El nombre de Errai, así como las diversas variantes —Alrai, Er Rai, Arrai o Al Rai—, provienen del árabe الراعي (ar-rā‘īy), «el pastor», título autóctono de Arabia.
En China, esta estrella era conocida como Shaou Wei, un guarda menor.

## Características físicas
La más brillante de las componentes, Errai A, es una subgigante naranja de tipo espectral K1IV y 4920 K de temperatura, en fase de evolución hacia gigante roja. 10,6 veces más luminosa que el Sol, tiene un radio de 4,8 radios solares —valor obtenido a partir de la medida directa de su diámetro angular—.
Su metalicidad es superior a la solar en un 38 %.
Tiene una edad aproximada de 3000 millones años, unos 1600 millones de años más joven que el Sol, pero al ser más masiva —su masa se estima en 1,6 masas solares— su evolución ha sido más rápida. Las variaciones en su espectro sugieren un período de rotación de 781 días.
La estrella acompañante, una enana roja de clase M1V, está poco estudiada. Orbita a una distancia comprendida entre 12 y 26 UA respecto a la estrella principal —la órbita es moderadamente excéntrica— con un período orbital entre 57 y 66 años.
Tiene una masa en torno al 30 % o 40 % de la masa solar.

### Futura estrella polar
Debido a la precesión de los equinoccios, Errai sustituirá a Polaris como estrella polar del norte a partir del año 3000 d. C. Hacia el año 4000 es cuando estará más próxima al polo norte celeste, para, a partir del año 5200, ser sustituida por ι Cephei en su condición de estrella polar.

## Sistema planetario
Alrededor de la estrella principal del sistema se ha descubierto un planeta, denominado Tadmor, un 60 % más masivo que Júpiter. Se mueve a una distancia media de 2 UA respecto a Errai A, en una órbita relativamente excéntrica (ε = 0,115) que completa en dos años y medio.
La órbita de un hipotético planeta terrestre con agua líquida estaría situada aproximadamente a 2,9 UA de la estrella —el equivalente al límite externo del cinturón de asteroides del sistema solar—. Sin embargo, el planeta gigante descubierto puede perturbar tanto la estabilidad como la formación de un planeta en esta órbita.
| Acompañante (En orden desde la estrella) | Masa (MJ) | Período orbital (días) | Semieje mayor (UA) | Excentricidad |
| ---------------------------------------- | --------- | ---------------------- | ------------------ | ------------- |
| Tadmor                                   | > 1,6     | 902,9 ± 3,5            | 2,044 ± 0,0057     | 0,115 ± 0,058 |